# Hồng Diệu
Hồng Diệu (tên khai sinh là Đỗ Văn Thuận; sinh năm 1943) là nhà lý luận phê bình văn học Việt Nam, được tặng Giải thưởng Nhà nước về Văn học Nghệ thuật vào năm 2017.

## Tiểu sử
Hồng Diệu sinh ngày 12 tháng 01 năm 1943 tại xã Xuân Bắc, huyện Xuân Trường, tỉnh Nam Định.
Hồng Diệu chủ yếu được đào tạo tại các trường quân đội và học viện quân sự ở nước ngoài và đã tốt nghiệp kỹ sư kỹ thuật quân sự (1961–1969). Về nước, ông công tác ở Bộ Tư lệnh Thông tin (1969 –1977). Sau đó, ông về công tác tại tạp chí Văn nghệ quân đội rồi nghỉ hưu tại đây vào năm 2008. Ông đã từng làm Trưởng ban lý luận – phê bình và phụ trách trang Văn học nước ngoài của tạp chí; Phó chủ tịch Hội đồng văn học dịch của Hội Nhà văn Việt Nam và từng là ủy viên Hội đồng xét tặng Giải thưởng Hồ Chí Minh, Giải thưởng Nhà nước về Văn học nghệ thuật của Hội Nhà văn Việt Nam.
Ông là đảng viên Đảng Cộng sản Việt Nam; hội viên Hội Nhà văn Việt Nam từ năm 1990.

## Sự nghiệp
Năm 1977, Hồng Diệu viết bài phê bình đầu tiên và được đăng trên báo Văn nghệ, và nhiều người trong giới rất bất ngờ với bài báo của ông, một người rất mới lạ. Sau 3 bài viết được đánh giá khá tốt, Báo Văn nghệ và Tạp chí Văn nghệ quân đội đã xin Hồng Diệu về làm báo. Cuốn “Nhà văn trang sách” là cuốn sách đầu tiên của ông được ra mắt sau hơn chục năm về công tác tại Văn nghệ quân đội.
Một số tác phẩm đáng lưu ý của ông: Người lính nhà văn; Đường thi từ điển; Trên bầu trời xa lạ; Vũ Cao tuyển tập; Truyện ngắn các tác giả đoạt giải thưởng Hội Nhà văn Việt; Truyện ngắn đoạt giải nhất; Khảo sát văn bản tập thơ Nước giếng thơi; Đóng góp lớn nhất của thơ Nguyễn Bính; Nguyễn Minh Châu nghĩ về việc viết văn…
Năm 2017, ông được tặng Giải thưởng Nhà nước về Văn học Nghệ thuật.

## Tác phẩm chính

### Phê bình tiểu luận
- Nhà văn – trang sách (1993).
- Phía sau dòng chữ (1997).
- Người lính – nhà văn (1998 – tái bản có bổ sung, 2003).
- Qua văn hiểu người (2005).
- Tiếng thơ thời đại (chuyên luận, 2007).
- Tác phẩm lý luận, phê bình văn học chọn lọc (2016).
- Tuyển tập phê bình văn học (2019)…

### Dịch, tuyển chọn, giới thiệu
- Thơ tình thế giới (sưu tầm, tuyển chọn và giới thiệu, 1988, 1995, 2004).
- Trên bầu trời xa lạ (truyện dịch, 1988).
- Vũ Cao tuyển tập (tuyển chọn và giới thiệu, 1997).
- Truyện ngắn các tác giả đoạt giải thưởng Hội Nhà văn Việt Nam (tuyển chọn và giới thiệu, hai tập, 1998).
- Truyện ngắn đoạt giải nhất (biên soạn và giới thiệu, 1998).
- Trần Thanh Mại toàn tập (sưu tầm, tuyển chọn và giới thiệu, ba tập, 2004).
- Vũ Ngọc Phan toàn tập (5 tập, sưu tầm, biên soạn, giới thiệu, 2010).
- Đường Thi từ điển (biên soạn (2013).
- Chuyện thơ I, II, III (2017).

Nguồn:

## Vinh danh
- Giải thưởng Nhà nước về Văn học Nghệ thuật năm 2017.

### Giải thưởng văn học
- Giải thưởng Bộ Quốc phòng 5 năm 1994 – 1999 cho tác phẩm Người lính – nhà văn (tập phê bình và tiểu luận)
- Giải Bạc Sách hay của Hội Xuất bản Việt Nam cho bộ sách Đường thi từ điển năm 2014.[1]